# 175281 Kolonics
175281 Kolonics è un asteroide della fascia principale. Scoperto nel 2005, presenta un'orbita caratterizzata da un semiasse maggiore pari a 2,9802338 UA e da un'eccentricità di 0,1040639, inclinata di 10,79344° rispetto all'eclittica.